# Combin de Corbassière
Il Combin de Corbassière (3.716 m s.l.m.) è una montagna del Gruppo del Grand Combin nelle Alpi Pennine. Si trova nel Canton Vallese (Svizzera).

## Caratteristiche

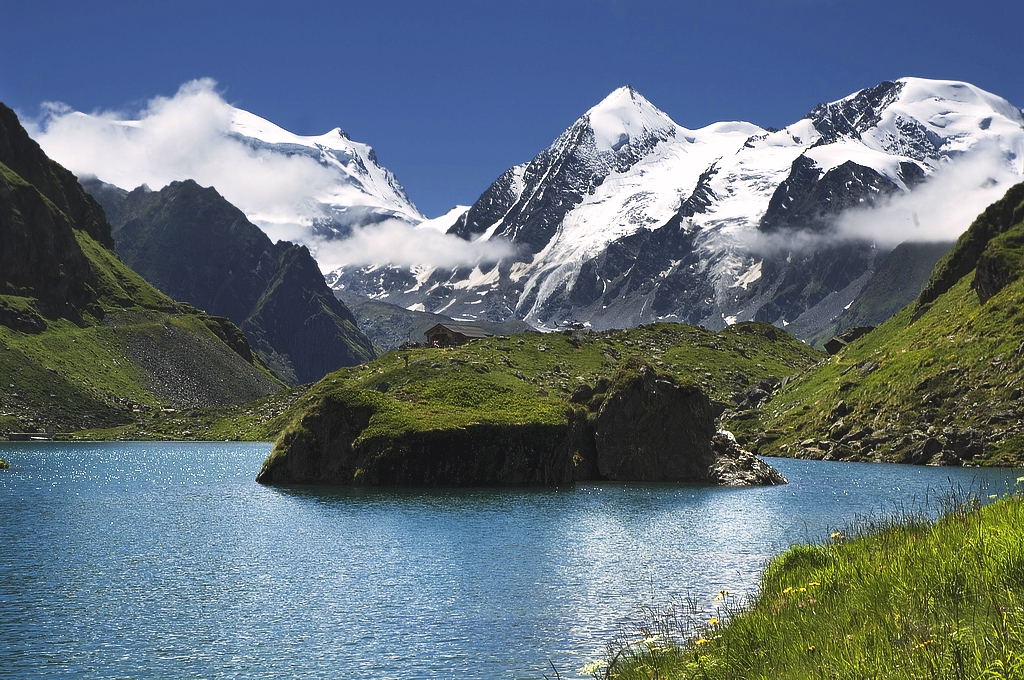
Il Grand Combin a sinistra nelle nuvole; il Combin de Corbassière al centro ed il Petit Combin a destra. In basso il Lago di Louvie.

La montagna è collocata circa 4,5 km a nord del Grand Combin ed a sud-est del Petit Combin. Contorna il Ghiacciaio di Corbassière.

## Salita alla vetta
La via normale di salita alla vetta parte dalla Cabane de Panossière (2.645 m).